# 山本高大
山本 高大（やまもと こうだい、1984年〈昭和59年〉9月 - 2021年〈令和3年〉9月25日）は、日本の活動家、NPO法人の元理事。
NPO法人もったいないジャパン、NPO法人セカンドブックアーチ。元YouTuber。(チャンネル名はヒロシの時事ニュースチャンネルである。)

## 経歴
2007年中央大学（商学部商業貿易学科）出身。中央大学茅ヶ崎白門会所属。
大学時代より、NPO法人での活動経験があり、起業を志すようになる。前述の経験を元に上記2NPO法人のボランティアメンバーとして活動。
姉は漫画家の忍田鳩子。
2021年9月25日に肺炎のため死去。37歳。PCR検査で陽性反応が出たため、新型コロナウイルス感染症による死亡と推定されている
。

## メディアへの露出
- 古本「寄付」で気持ちつなげる[4]
- 「もったいない」で社会貢献「誰かのために」[5]